# Peluche

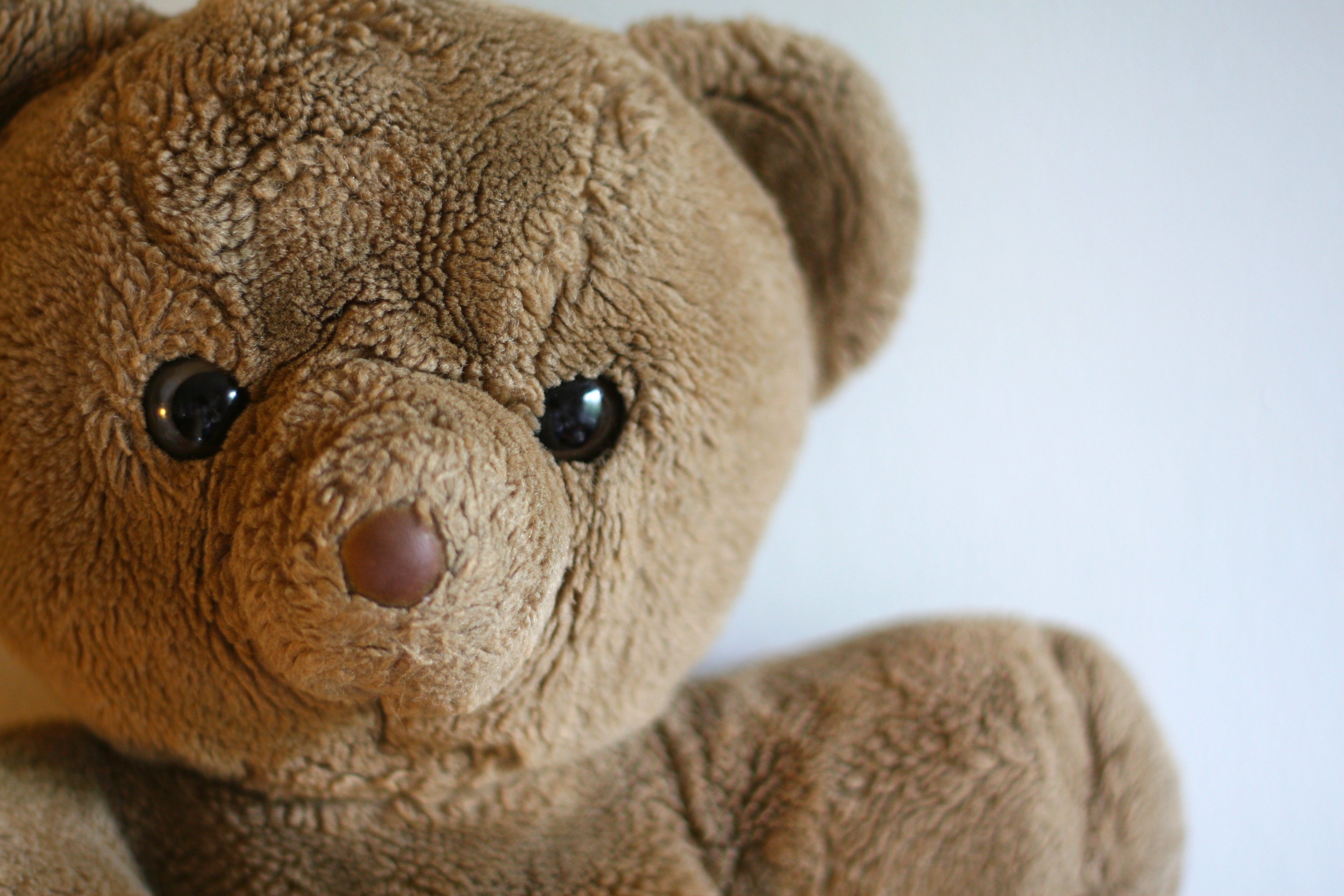
Un ours en peluche.

Une peluche est un textile ayant un toucher semblable à du duvet ou de la fourrure. Il s'agit d'une étoffe présentant, sur une face, des poils soyeux et brillants, plus longs et moins serrés que ceux du velours auquel elle s'apparente. Elle est utilisée dans l'ameublement, dans la confection et surtout dans la fabrication de jouets d'enfants en forme d'animaux.
Par métonymie, peluche désigne un fil ou un poil détaché d'une étoffe. Par analogie, peluche désigne familièrement un flocon de poussière.

## Jouets

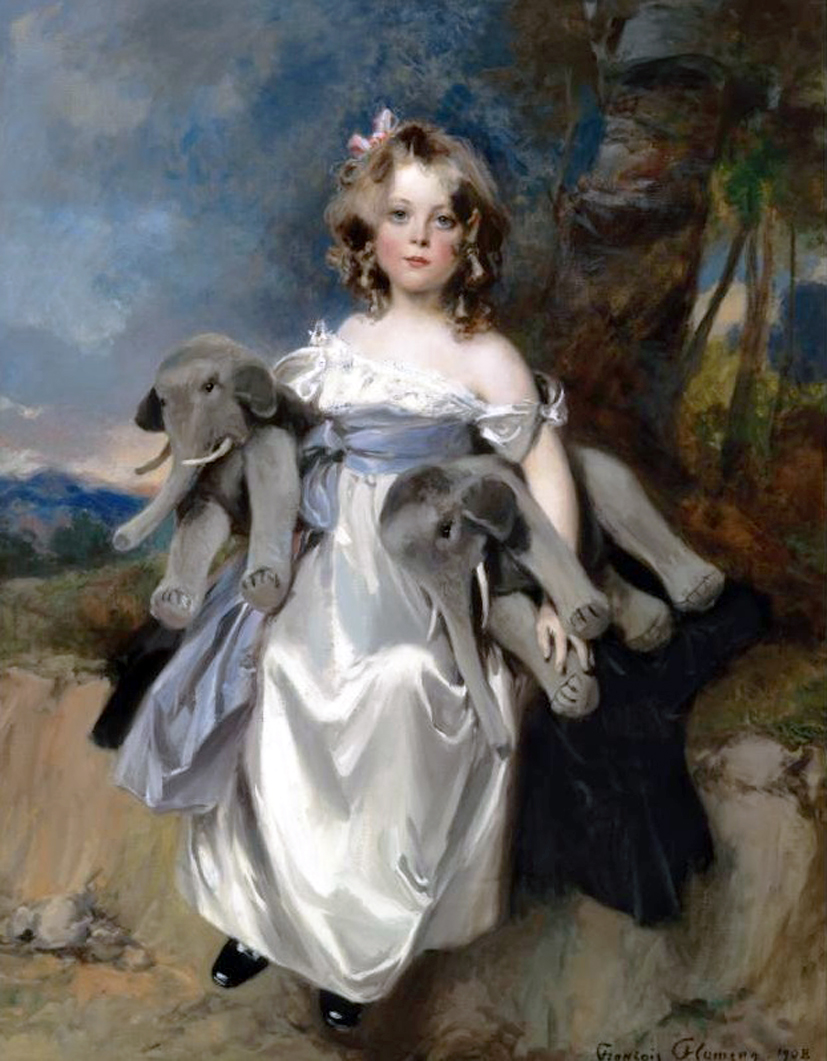
Portrait de mademoiselle Herpin, par François Flameng (années 1900).

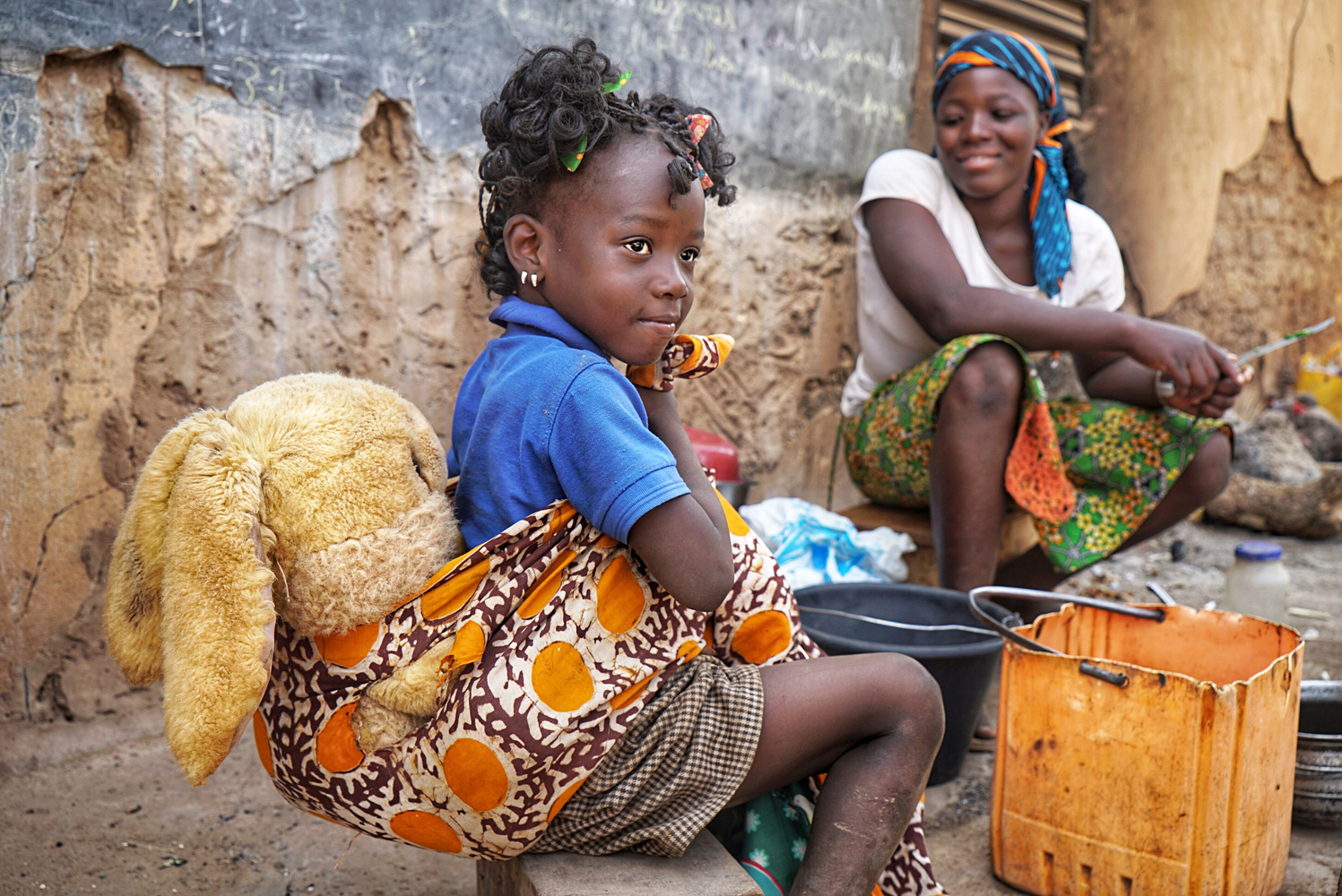
Fillette du Burkina Faso et son lapin en peluche.

Par extension, on appelle peluche un jouet constitué de peluche rembourrée représentant un personnage (animal ou autre) ; au Québec, où l'emploi de peluche n'est pas fréquent, toutou, issu du langage enfantin, est utilisé dans la langue courante pour désigner un jouet en peluche.
On trouve généralement les peluches dans des magasins de jouets ou dans des boutiques de souvenirs. Les peluches existent en tailles variables, elles peuvent aller du porte-clé jusqu'à des modèles grandeur nature. Les personnages représentés sont le plus souvent des animaux et surtout des ours ; il existe aussi des peluches dites « de licences » à l'effigie des héros de dessins animés par exemple.
Les jeunes enfants peuvent s'en servir comme objet transitionnel, doudou.
La peluche la plus courante représente l'ours et l'ourson (teddy bear), mais on trouve souvent aussi des lapins.